# Laupala molokaiensis
Laupala molokaiensis är en insektsart som beskrevs av Otte, D. 1994. Laupala molokaiensis ingår i släktet Laupala och familjen syrsor. Inga underarter finns listade i Catalogue of Life.